# Hodov
Hodov (en allemand : Hodau) est une commune du district de Třebíč, dans la région de Vysočina, en République tchèque. Sa population s'élevait à 302 habitants en 2020.

## Géographie
Hodov se trouve à 7 km au sud du centre de Velké Meziříčí, à 11,5 km au nord-est de Třebíč, à 30,5 km à l'est-sud-est de Jihlava et à 143 km au sud-est de Prague.
La commune est limitée par Oslavička au nord, par Rohy et Studnice à l'est, par Budišov et Nárameč au sud, et par Rudíkov et Vlčatín à l'ouest.

## Histoire
La première mention écrite de la localité date de 1347.

## Transports
Par la route, Hodov se trouve à 9,5 km de Velké Meziříčí, à 17,5 km de Třebíč, à 41,5 km de Jihlava et à 164 km de Prague.